# Skinnvedplätt
Skinnvedplätt (Cerinomyces crustulinus) är en svampart som först beskrevs av Bourdot & Galzin, och fick sitt nu gällande namn av G.W. Martin 1949. Enligt Catalogue of Life ingår Skinnvedplätt i släktet Cerinomyces,  och familjen Dacrymycetaceae, men enligt Dyntaxa är tillhörigheten istället släktet Cerinomyces,  och familjen Cerinomycetaceae. Arten är reproducerande i Sverige. Inga underarter finns listade i Catalogue of Life.